# 貝爾克里克鎮區 (北卡羅萊納州查塔姆縣)
貝爾克里克鎮區（英語：Bear Creek Township）是位於美國北卡羅萊納州查塔姆縣的一個鎮區。

## 地方資料
貝爾克里克鎮區的面積為212.60平方千米，皆為陸地。根據2020年美國人口普查的數據，當地共有人口3458人，而人口密度為每平方千米16.27人。